# Чубін
Чубін (пол. Czubin) — село в Польщі, у гміні Брвінув Прушковського повіту Мазовецького воєводства.
Населення — 216 осіб (2011).
У 1975-1998 роках село належало до Варшавського воєводства.

## Демографія
Демографічна структура станом на 31 березня 2011 року:
|          | Загалом | Допрацездатний вік | Працездатний вік | Постпрацездатний вік |
| -------- | ------- | ------------------ | ---------------- | -------------------- |
| Чоловіки | 121     | 9                  | 100              | 12                   |
| Жінки    | 95      | 6                  | 68               | 21                   |
| Разом    | 216     | 15                 | 168              | 33                   |